# کلید (فیلم ۲۰۰۷)
کلید (انگلیسی: Switch) یک فیلم اکشن ورزشی محصول سال ۲۰۰۷ سینمای نوروژ است که نامزد جایزه آماندا برای بهترین فیلم جوانان شد اما موفق به دریافت آن نشد.